# Lead time
Lead time ou tempo de aprovisionamento ou ainda ciclo, em português europeu, é o período entre o início de uma atividade, produtiva ou não, e o seu término. A definição mais convencional para lead time em Supply Chain Management (SCM) é o tempo entre o momento do pedido do cliente até a chegada do produto a ele. Em resultado da definição mais genérica, lead time é, muitas vezes, confundido ou tem até o mesmo significado que ciclo (Lambert et al., 1998, p. 116), tack time e deadline, entre outros.[carece de fontes?]
O lead time é um dos conceitos mais importante da logística. Deve ser levado em consideração em todas as atividades, pois está associado ao custo da operação. Associados ao lead time estão, por exemplo, o estoque de segurança, o Lote econômico de compras, processos produtivos, dentre outros.

## Produção
O lead time está intimamente ligado ao contexto de produção. Em certas situações, os processos de fabrica sofrem de atrasos inesperados ou tempos de inatividade. Durante os períodos em que um processo, linha de produção ou máquina estão parados devido a atrasos ou falhas logísticas, a eficiência da produção sofre um impacto negativo. Todas as formas de atrasos inesperados representam sérios problemas no fluxo da produção. Dispensável será dizer que a maioria dos gestores têm pouca ou nenhuma tolerância para com atrasos inesperados na produção resultantes da entrega de materiais ou componentes danificados ou atrasados. O desempenho do lead time pode afetar o impacte estratégico da empresa. Regra geral, as empresas que reduzem o lead time e controlam ou eliminam variâncias inesperadas na produção, têm mais flexibilidade para satisfazer as necessidades dos clientes ao mesmo tempo que conseguem reduzir os custos (Bowersox et al., 2007, p. 92).

## Fornecedores
Um atraso logístico, da parte de um fornecedor de peças ou materiais, em relação ao estipulado,  pode resultar numa falha na linha de produção. O controle do lead Time entre uma empresa e um fornecedor é muito importante pois, permite controlar o respectivo lead Time entre a empresa e o cliente final. É importante analisar se um potencial fornecedor consegue controlar o seu próprio lead time. A maneira mais eficiente de conseguir controlar o lead time entre a empresa e o fornecedor é permitir um correcto e aberto fluxo de informações. Partilhar previsões e informações cruciais em alturas chave, é uma das formas de conseguir satisfazer esse requisito (Locke, 1996, p. 197).

## Transportes e comunicações
Os melhoramentos que podem ser feitos em termos de transporte e comunicações são cruciais na redução do lead time. Embora se foque a devida atenção no lead time nem sempre é possível reduzi-lo. Um potencial comprador deve atender a que a seleção do meio de transporte é um fator crítico em cadeias de abastecimento longas, bem como na redução de riscos de perdas ou danos de materiais (Leenders et al., 2006, p. 375).